# Batalla de la Bateria de Merville
La batalla de la Bateria d'Artilleria de Merville va tenir lloc el 6 de juny de 1944, com a part de l'operació Tonga, part del desembarcament de Normandia, durant la Segona Guerra Mundial. La intel·ligència aliada creia que la bateria de Merville estava composta per canons de gran calibre que podien amenaçar el desembarcament britànic a Sword Beach, a només 13 km de distància.
El 9è Batalló de Paracaigudistes, part de la 3a Brigada de Paracaigudistes adjunta a la 6a Divisió Aerotransportada, va rebre l'objectiu de destruir la bateria. Tanmateix, quan el batalló va arribar a Normandia, el seu descens en paracaigudes es va dispersar per una gran àrea, de manera que en comptes de més de 600 homes, només 150 sense armes pesades ni equipament van arribar al punt de reunió del batalló. Independentment, van impulsar el seu atac i van aconseguir capturar la bateria, només per descobrir que les armes eren d'un calibre inferior al que s'esperava [100 mm de fabricació txeca]. Tanmateix, aquests encara tenien l'abast (més de 8.000 metres) per colpejar objectius a Sword i a Ouistreham. Amb els explosius que havien pogut recuperar, els 75 homes supervivents van intentar desactivar les armes.
Quan els paracaigudistes britànics es van retirar, dos dels canons van ser posats de nou en acció pels alemanys. Un altre atac dels comandos britànics l'endemà no va aconseguir recuperar la bateria, que va romandre sota control alemany fins al 17 d'agost, quan l'exèrcit alemany va començar a retirar-se de la zona.

## Rerefons
El 6 de juny de 1944, la 6a Divisió Aerotransportada britànica va rebre l'encàrrec d'assegurar el flanc esquerre dels desembarcaments marítims aliats. Un dels seus objectius era la destrucció de la bateria d'artilleria de Merville. Els planificadors aliats havien jutjat per la mida dels emplaçaments de formigó que els canons havien de tenir un calibre de 150 mm. Si és així, els canons tindrien un abast d'uns 13 km. A aquesta distància, podien amenaçar la zona de desembarcament de la 3a Divisió d'Infanteria britànica, amb el nom en clau Sword, a l'oest d'Ouistreham, on havien de desembarcar més tard aquell dia.

### Forces britàniques
La unitat assignada per destruir la bateria era el 9è Batalló de Paracaigudistes, part de la 3a Brigada de Paracaigudistes, comandada pel tinent coronel Terence Otway. El complement normal del batalló de 600 homes va ser recolzat per una tropa de sapadors del 591 Esquadró Paracaigudistas (Antrim), Royal Engineers, vuit càrregues de planadors Airspeed Horsa que transportaven jeeps i remolcs, i botigues incloent explosius, un canó antitanc i llançaflames. Tres dels planadors, que transportaven 50 voluntaris, havien de fer un cop de mà aterrant a la posició coincidint amb l'assalt terrestre. L'abril de 1944, la força va ser portada a Walbury Hill a Berkshire, on durant set dies els Royal Engineers havien construït una rèplica a gran escala de la bateria, incloent obstacles i tanques de filferro de pues. Els cinc dies següents es van dedicar a fer sessions informatives i a familiaritzar-se amb la disposició de la bateria. Van dur a terme nou agressions pràctiques, quatre d'elles de nit. A causa de la naturalesa de la missió, el batalló va rebre suport mèdic addicional de la 3a secció del 224a Ambulància de Camp (Paracaigudes) . Una altra unitat que estaria present durant l'atac, però no directament implicada va ser la Companyia A del 1r Batalló Paracaigudista Canadenc. Aquesta companyia va tenir l'encàrrec de proporcionar foc de cobertura per a l'aproximació i la retirada del 9è Batalló de la bateria. L'assalt s'havia de completar i el batalló desaparèixer de la posició a les 05:00, quan el creuer de la Royal Navy HMS Arethusa obriria foc contra la bateria per intentar destruir-la amb foc naval.

### Bateria

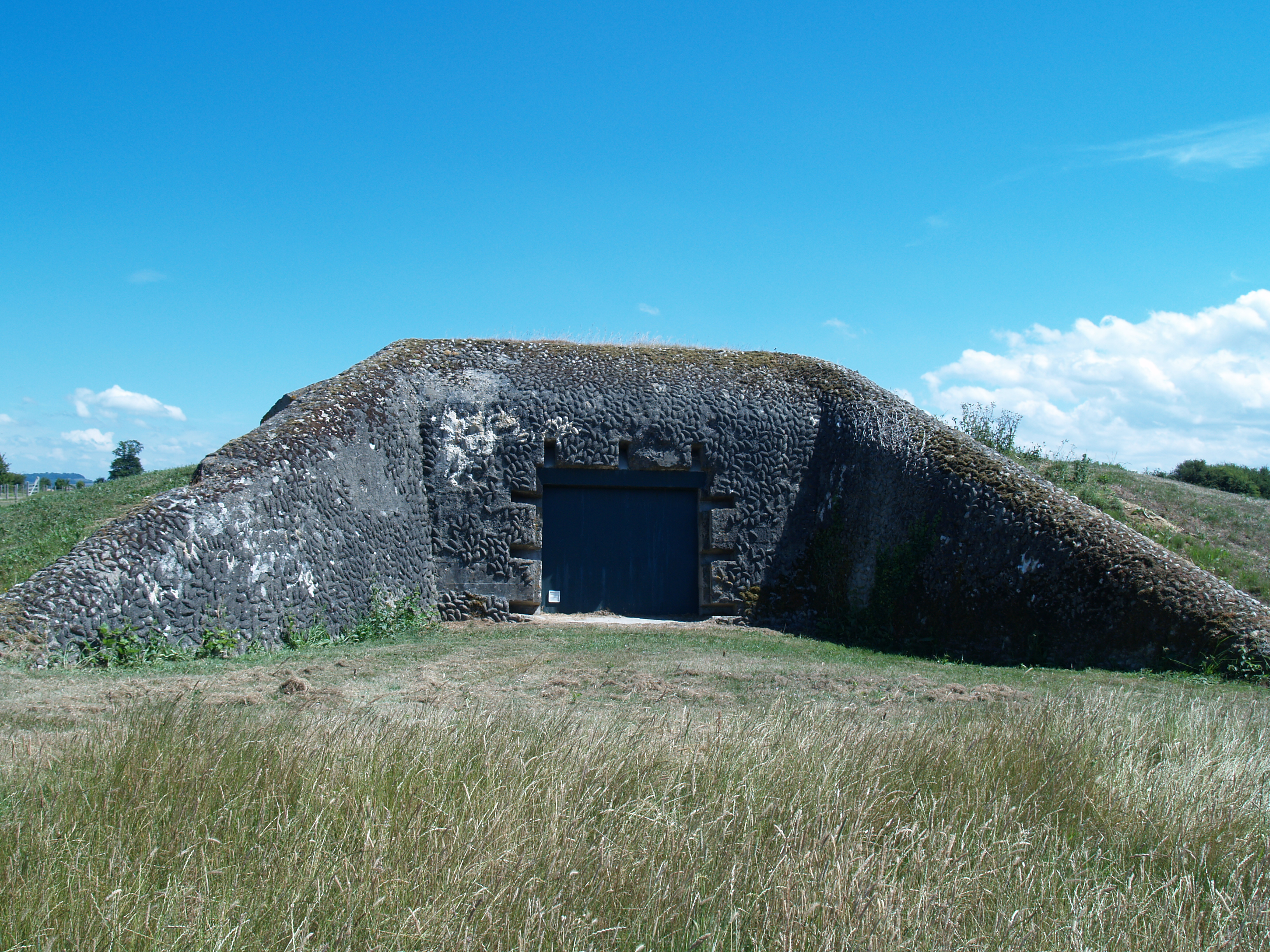
Fotografia del 2010 d'una de les casamates de les armes de formigó

La bateria Merville estava formada per quatre casemates de formigó armat amb acer de 1,8 m de gruix, construïdes per l'Organització Todt. Cadascun d'ells va ser dissenyat per protegir els canons txecs M.14/19 de 100 mm d'època de la Primera Guerra Mundial. Altres edificis del lloc incloïen un búnquer de comandament, un edifici per allotjar els homes i dipòsits de municions. Durant una visita el 6 de març de 1944, per inspeccionar les defenses, el mariscal de camp Erwin Rommel va ordenar als constructors que treballessin més ràpidament, i el maig de 1944, les dues últimes casamates estaven acabades.
La bateria estava defensada per un canó antiaeri de 20 mm i diverses metralladores en 15 posicions de tir, totes tancades en una àrea de 640 per 460 m, envoltades per dos obstacles de filferro de pues de 4,6 m de gruix i 1,5 m d'alçada, que també actuava com a frontera exterior per a un camp de mines de 91 m de profunditat. Un altre obstacle era una rasa antitanc que cobria qualsevol aproximació des de la costa propera. El comandant original de la bateria, Hauptmann Wolter, va morir durant un bombardeig de la Royal Air Force el 19 de maig de 1944. Va ser substituït per Oberleutnant Raimund Steiner, que comandava 50 enginyers i 80 artillers de la 1a Bateria, Regiment d'Artilleria 1716, part de la 716a Divisió d'Infanteria Estàtica.[12] [14]

## L'assalt
Poc després de la mitjanit del 6 de juny, l'avançada del 9è Batalló de Paracaigudistes va aterrar amb els buscadors de la brigada i va arribar a la zona de reunió del batalló sense cap problema. Mentre alguns homes quedaven per marcar les posicions de la companyia, el segon al comandament del batalló, el major George Smith, i un grup de reconeixement van marxar per explorar la bateria. Al mateix temps, els bombarders Lancaster de la Royal Air Force van començar la seva carrera de bombardeig, que va fallar completament sobre la bateria, i les seves bombes van aterrar més al sud. Mentrestant, els buscadors tenien problemes. Els que havien arribat a la zona de caiguda correcta van trobar les seves balises Eureka s'havien fet malbé quan van aterrar, i entre el fum i les deixalles que van quedar del bombardeig, els pilots de l'avió de transport no van poder veure els seus indicadors.El cos principal del 9è Batalló de Paracaigudistes i els seus planadors havien d'aterrar a la zona de llançament "V", situada entre la bateria i Varaville a partir de la 01:00. No obstant això, el batalló es va dispersar, amb un nombre de paracaigudistes aterrant a una distància considerable de la zona de llançament designada. El tinent coronel Otway va aterrar amb la resta del seu "bastó" a 370 m de distància de la zona de llançament en una masia que era utilitzada com a lloc de comandament per un batalló alemany; després d'un breu foc, van ajudar altres paracaigudistes dispersos i van arribar a la zona de llançament a la 01:30. A les 02:50, només 150 homes havien arribat al punt de reunió del batalló amb 20 torpedes Bangalore i una metralladora. Els morters, el canó antitanc, els detectors de mines, els jeeps, els sapadors i la secció d'ambulàncies de camp estaven desapareguts.
Conscient de les limitacions de temps, Otway va decidir que no podia esperar més, i el batalló reduït es va dirigir a la bateria i es va unir al grup de reconeixement del major Smith als afores del poble de Gonneville en Auge. El grup de reconeixement havia tallat un camí a través del filferro de pues i va marcar quatre rutes pel camp de mines. Otway va dividir els seus homes en quatre grups d'assalt, i es va establir per esperar l'arribada dels tres planadors.
A Anglaterra, un dels planadors va aterrar a la RAF Odiham perquè la seva corda de remolc s'havia trencat durant el mal temps. Els altres dos planadors, incapaços de localitzar la bateria, no van aterrar on s'esperava. En el seu atropellament, ambdós planadors van ser impactats pel foc antiaeri. Un va aterrar a unes 3 km de distància, l'altre a la vora del camp de mines. Les tropes d'aquest planador es van involucrar en un combat de foc amb les tropes alemanyes que es dirigien a reforçar la guarnició de la bateria.
Otway va llançar l'assalt tan bon punt el primer planador va sobrepassar la bateria, ordenant que els explosius fossin detonats per formar dos camins pel perímetre exterior per on van atacar els paracaigudistes. Els defensors van ser alertats per les explosions, i van obrir foc, causant nombroses baixes; només quatre atacants van sobreviure per arribar a la Casamata Quatre, que van desactivar disparant a les obertures i llançant granades a les sortides d'aire. Les altres casamates es van netejar amb fragmentació i granades de fòsfor blanc, ja que les tripulacions s'havien descuidat de tancar les portes que conduïen a la bateria. Durant el bombardeig, els canons de la bateria havien estat traslladats dins de les casamates i les portes d'acer es van deixar obertes per a la ventilació. Durant la batalla, 22 alemanys van ser morts i un nombre similar es va fer presoners de guerra. La resta de la guarnició va escapar sense ser detectada amagant-se als búnquers subterranis.
Steiner no va estar present durant el bombardeig, sinó en un búnquer de comandament a Franceville-Plage. Després de l'atac, va marxar cap a la bateria, però no va poder entrar a causa del volum de foc dels paracaigudistes britànics. Al mateix temps, va arribar una patrulla de reconeixement d'una unitat Flak de l'exèrcit amb un mig-eruga muntat amb un gran canó antiaeri. La tripulació tenia la intenció de buscar cobertura a la posició, però en canvi va utilitzar l'arma per enfrontar-se als paracaigudistes.
Amb la bateria a les mans, però sense sapadors ni explosius, els britànics van reunir quins explosius plàstics els havien enviat per utilitzar-los amb les seves bombes Gammon per intentar destruir les armes. En aquest moment, Steiner havia tornat a Franceville-Plage, i va ordenar a la 2a i 3a bateries del seu regiment per disparar contra la bateria de Merville.

## Conseqüències

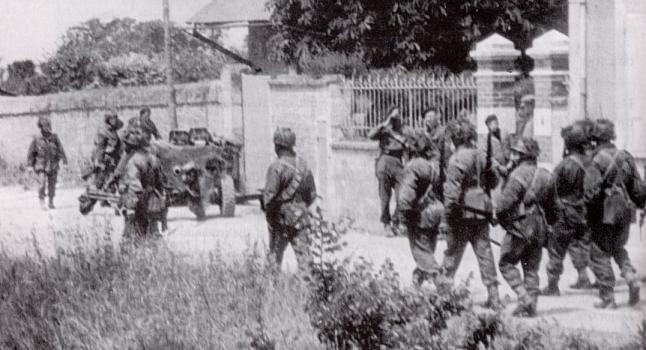
Homes del 9è Batalló de Paracaigudistes marxant per Amfreville a finals de mes

Poc abans de les 05:00, els supervivents del batalló, només 75 homes dels 150 que havien marxat, van abandonar la bateria i es van dirigir cap al seu objectiu secundari, el poble de La Plein. El batalló, en ser massa feble, només va aconseguir alliberar al voltant de la meitat del poble, i va haver d'esperar l'arribada de la 1a Brigada de Comandos més tard durant el dia per completar la seva captura.
Després que els britànics s'haguessin retirat, els alemanys van tornar a ocupar la posició de la bateria. Steiner no va poder veure Sword des del seu búnquer de comandament, així que tot i que va poder tornar a posar dos de les seves armes en acció, no va poder dirigir el foc precís cap als desembarcaments. No obstant això, els observadors del 736è Regiment d'Infanteria, aguantant a La Brèche, van poder dirigir els seus canons fins que aquesta posició va ser neutralitzada.
El 7 de juny, la bateria va ser atacada de nou per dues tropes de comandos del Comando No. 3, part de la 1a Brigada de Serveis Especials. L'atac a la llum del dia va ser rebutjat amb grans pèrdues per als comandos. Quan es retiraven, es van enfrontar amb els canons de la bateria disparant sobre els punts de mira oberts. Els britànics mai van aconseguir destruir completament la bateria, i va romandre sota control alemany fins al 17 d'agost, quan l'exèrcit alemany va començar a retirar-se de França.